# HD 47186 b
HD 47186 b è un pianeta extrasolare definito “Nettuno caldo”, orbitante intorno alla stella HD 47186 localizzata a 129 anni luce dal nostro sistema solare nella costellazione del Cane maggiore.
Questo pianeta ha una massa minima pari a 22,78 volte quella della Terra e descrive un'orbita molto ristretta intorno alla sua stella, simile a quella di 51 Pegasi b intorno a 51 Pegasi. Come conseguenza il pianeta impiega appena 4,0845 giorni per completare la sua orbita, caratterizzata da una eccentricità piuttosto bassa (0,038), che rende l'orbita quasi circolare. Questo periodo orbitale può essere comparato con quello di HD 70642 b che ha un periodo di 5,66 giorni.